# Шён, Фредрик
Фредрик Шён (швед. Fredrik Schön; 11 июля 1987, Истад, Швеция) — шведский борец греко-римского стиля, призёр чемпионата Европы, участник Олимпийских игр.

## Карьера
С 1994 года начал заниматься борьбой. Выступает за борцовский клуб «ИК Спарта» из Мальме. Бронзовый призёр чемпионата мира 2007 среди юниоров. 5 апреля 2014 года в финском городе Вантаа, победив в схватке за 3 место Мелонена Нумонви из Франции, стал бронзовым призёром чемпионата Европы. 22 апреля 2016 года на 1-м мировом квалификационном турнире в Улан-Баторе добыл лицензию на Олимпийские игры в Рио-де-Жанейро. 16 августа 2016 года на Олимпиаде в полуфинале уступил Ясмани Луго из Кубы, в схватке за бронзовую медаль проиграл Гасему Резаи из Ирана, заняв итоговое 5 место. 